# Ambroise Malanda Dem
Pour les articles homonymes, voir Dem.
Ambroise Malanda Dem, né le 9 juin 1929 à Lwani, Bandundu (République démocratique du Congo) et mort le 2 octobre 2008, est un philosophe congolais. 

## Formation
De 1947 à 1956, il fait des études de philosophie et de théologie au grand séminaire de Mayidi dirigé par les Jésuites. Puis il fait des études universitaires à l’université Lovanium et les complète à l’université catholique de Louvain où il obtient le grade de docteur en sciences de l’éducation.

## Recherches
Il se préoccupe, dans ses recherches, des questions de l’inadaptation, de la mentalité de ce qu’il appelle l’« être homme-congolais » et de l’africain, de la psychanalyse des individus et du groupe, de l’épistémologie de science en général et de la psychologie en particulier… Ses préoccupations scientifiques l’ont conduit aussi à l’étude de la psychologie des enfants zaïrois (notamment les enfants de la rue, des enfants prématurés) et à la psychologie du zaïrois en son milieu de travail dans l’entreprise. À ce titre, il sera coordinateur du Groupe d’études pour la formation fonctionnelle des cadres zaïrois dans l’entreprise.  Il est maître de recherches.
Il est l’un des scientifiques les plus prolifiques, le plus original et fécond de son pays. Il a considérablement forgé des concepts.

## Citations
- « Les Africains se trouvent devant un choix à faire entre d'une part, l'acquisition de la mentalité scientifique qui leur est étrangère, mais nécessaire pour acquérir une autre façon de voir le monde et promouvoir eux-mêmes leur développement, et d'autre part la conservation de leur identité actuelle et s'acculer à faire sans cesse appel aux étrangers… » Malanda Dem, La Mentalité africaine et l'avenir de la science. Les éditions de B.A.S.E., Kisangani, 1977, p. 43

## Publications
- La Psychanalyse. Naissance-Évolution-État actuelKinshasa, Zéthos, 1997
- Le Développement mental des enfants sourds-muets à Bandundu. PUZ et CEDAF, Kinshasa, 1974
- La problématique de l’objet de la Psychologie. Cahiers zaïrois de la Recherche et du Développement. Vol. XIX, no 2, 1974
- Fonction sexuelle et développement mental. Cahiers zaïrois de la Recherche et du Développement. Vol. XVI, no 1, 1973
- Essai d’explication de certains comportements des africains par leurs mythes. Culture au Zaïre et en Afrique. no 4, 1974
- Science et psychologie. Collection « Point de vue », Kisangani, Les Éditions du Base, 1974
- La Mentalité africaine et l’avenir de la science. Collection « Point de vue », Kisangani, Les Éditions du Base, 1977 [2]
- (avec Azia Dimbu), « Image du père chez les étudiants de l’IPN », Kinshasa, R.P.A., Vol. X, n° spécial, 1993
- (avec Azia Dimbu), Œdipe : le mythe, le théâtre, le complexe, Kinshasa, Zéthos, 1997